# PCGF1
La proteína 1 del dedo RING del grupo Polycomb es una proteína que en humanos está codificada por el gen PCGF1.